# Большой Тарангул
Большой Тарангул — бессточное пресное озеро Камышловского лога. Расположено в Есильском районе Северо-Казахстанской области.

## География
Озеро вытянуто с северо-запада на юго-восток. Большой Тарангул обладает овальной формой. На берегу озера расположено два села: на юго-восточном — Корнеевка, а на восточном — Советское. Площадь водосбора составляет примерно 2000 км². До восьмидесяти процентов территории водосбора распахано, ещё примерно 10 процентов площади занимает целина, также небольшая территория покрыта берёзовыми колками. В Большой Тарангул впадает единственная река — Камысакты. Она питает озеро в весенний период, а летом пересыхает; ранее озеро служило истоком речке Бас-Карасу. Потому Большой Тарангул являлся проточным озером.
Характер озёрного берега неодинаков. Северный берег задернован и полог, причём является несколько изрезанным. Восточный, а также северо-восточный берега обрывисты и высоки (от трёх до шести метров); на них можно проследить две надпойменные террасы. Побережье Большого Тарангула главным образом сложено глинистыми и песчаными грунтами.
Ложе озера представляет собой плоскую чашу. Наблюдается быстрое нарастание глубин от уреза воды. Широкая прибрежная полоса (от 300 до 400 метров) занята песчаными грунтами с примесью ила. Дно большей частью сложено илами различной мощности.
До ввода в строй канала из Сергеевского водохранилища в Большой Тарангул уровень воды в озере подвергался существенным колебаниям в отдельные годы и сезоны года. Уровень зависел в первую очередь от стока реки Камысакты и талых снеговых вод в период весеннего половодья. В свою очередь влияние грунтовых вод на питание озера незначительно. Наличие береговых валов указывает на периодические колебания уровня воды. По свидетельствам старожилов, в 70—80-х годах XIX века был отмечен низкий уровень воды. В связи с едва ли не полным пересыханием водоёма, дно озера покрылось лугами. Дошло до того, что на них люди занимались сенокошением. Впоследствии наблюдалось повышение уровня озера. Максимальный уровень в Большом Тарангуле отмечался в период с 1910-го по 1912 год, а также в 1927 г. В 1938—1940 гг. наблюдалось существенное понижение уровня, озеро пересыхало. В 1956 году отмечалась максимальная глубина озера, равная 2,9 метра. В 1978 и 1984 годы соответственно были введены в строй водовод из реки Ишим и канал из Сергеевского водохранилища. Последствием этих событий стало стабильное повышение уровня воды в Большом Тарангуле. Оказались затопленными обширные площади в оконечностях озера на западе и северо-западе. В связи с тем что вода перестала подаваться по водоводам, снова можно наблюдать понижение уровня озера.
Большой Тарангул является пресным водоёмом по показателю активной реакции среды (pH=7,6). Содержание органических веществ в озере не превышает предельно допустимых значений (вывод сделан на основании показателей перманганатной окисляемости и полного биологического окисления кислорода).

## Растительный и животный мир
Надводную растительность представляют преимущественно тростниковые ассоциации, развитые на песчаных грунтах, которые перекрыты илистыми отложениями вдоль западного, юго-западного, а также северо-западного и северо-восточных побережий на глубине до одного метра. Вдоль вышеуказанных берегов тростниками занята полоса акватории от 50 до 250 метров шириной. Приблизительно 20-25 % озёрной поверхности подверглось зарастанию. В районе мелководий преобладают такие виды растений, как рдест гребенчатый, уруть, земноводная гречиха, а также тройчатая ряска. Достаточно развита кормовая база: по зоопланктону озеро относится к среднекормным водоёмам, в то же время Большой Тарангул — высококормный водоём по зообентосу. Ихтиофауна озера разнородна: её представители имеют различное происхождение, а именно в озере обитают рыбы-аборигены (золотой и серебряный караси, гольян), рыбы, зашедшие в Большой Тарангул по водоводам (в том числе речной окунь, плотва, елец, язь, обыкновенный ёрш, лещ, налим). Некоторые рыбы были вселены специально, с целью товарного выращивания (рипус, пелядь, карп, сиг); завозились личинки и сеголетки ценных видов. В последнее время в водоёме доминируют лещ, речной окунь и плотва.

## Экономическое значение
Озеро имеет важное экономическое значение для прибрежных сёл, поскольку оно населено такими ценными промысловыми видами рыб, как карп и сиг. Во второй половине 2000-х вылавливалось по 110—150 тонн рыбы в год. На берегу озера имеются сосновые посадки. На их территории располагается база отдыха «Сосновый бор».